# テンナンショウ属
テンナンショウ属 (学名:Arisaema Mart.) は、サトイモ科に属する属の1つ。有毒なものがある。テンナンショウは「天南星」の意で、この類の球茎の漢方生薬名である。
この属の種は、湿潤な熱帯や温帯に見られ、東アジア、東南アジア、インド南西部、アメリカ合衆国東部、メキシコ、アフリカ東部などに分布する。世界で約180種があり、日本では53種8亜種3変種を認める。分布域が広い種によっては、葉や仏炎苞などの変異の幅が著しく、詳細な分類は難しいものもある。また、種によっては、古い図鑑と新しい図鑑では、学名・和名が変わっていることがある。
英語では Cobra lily や Jack-in-the-Pulpit の別名がある。

## 特徴
多年草で球根（球茎・塊茎）を持つ。葉は複葉で1-2枚つき、葉柄の根元は葉鞘となって筒状に重なり、一見茎のように見えるため偽茎と呼ばれる。小葉は種によって3枚から20数枚が鳥趾状や掌状につく。偽茎の上に花序柄を延ばし、仏炎苞を付ける。仏炎苞が葉よりも高く伸びるか低いかは種による。
日本に分布する種のうち、マイヅルテンナンショウを除き雌雄異株であるが、栄養状態によって性転換することが知られている。これを中井猛之進 (1936) は雌雄偽異株と名付けた。春に咲く花にはサトイモ科の特徴である肉穂花序と仏炎苞を持つが、仏炎苞の形状が特徴的で様々なものがあり、森の木陰に咲く紫色の仏炎苞は不気味な印象を与えるものもある。この仏炎苞は肉穂花序をぐるりと一周してラッパ状になるものが多い。肉穂花序の上部は様々な形の花序付属体となり、花序付属体の下端はスカート状になって仏炎苞の内面との間に狭い隙間を形成する。花序の花がつく部分では仏炎苞との間に隙間があって、付属体の下部に上をふさがれた部屋を形成している。この花には、花序付属体が発する臭いによってキノコバエ科やノミバエ科などの小昆虫が誘引され、付属体と仏炎苞の間の隙間を通過して花の周囲の部屋に閉じ込められる。雄花ではこの部屋の下部に雄蕊から出た花粉が溜まっており、閉じ込められた小昆虫は花粉まみれになる。雄花の仏炎苞の合わせ目の下端には小さな孔状の隙間があって、花粉をつけた小昆虫はここから脱出する。その、花粉をつけた小昆虫が雌花の仏炎苞に入り込み、雌花序に達したときに受粉が成立する。ただし、雌花には、雄花にある小さな孔状の隙間がないため、閉じ込められた小昆虫は外に出られず、いずれ死亡する。雌花の仏炎苞を上から覗くと、小昆虫の死骸が見られることがある。
初夏に仏炎苞は枯れて、雌株では夏から晩秋にかけて朱色や赤の熟した果実が目立つようになる。果実はトウモロコシのように軸の周りに集合してつく液果で赤く、種子を0～数個ずつ持つ。種子散布は鳥類に摂食されるか、その場に倒伏することにより行われる。

## 利用
球茎の細胞はシュウ酸カルシウムの針状結晶を含み有毒であり、そのまま口にすると強い痺れや痛み、腫れが起こるため食用にはできないが、デンプンなどの栄養素を多く含むため、アイヌや伊豆諸島、ヒマラヤ山脈東部の照葉樹林帯などでは、毒の刺激を避けながら食用とする工夫がなされてきた。例えばアイヌの食文化では、コウライテンナンショ（アイヌ語名：ラウラウ）の球茎の上部の毒の多い黄色の部分を取り除いた上で蒸したり、炉の灰の中で蒸し焼きにしたりして、毒の刺激を弱めて食用にし、伊豆諸島の八丈島では、古くはシマテンナンショウの球茎をゆでて餅のようにつき、団子にしたものをなるべく噛まずに丸飲みして、刺激を避けて食べたと伝えられている。
飛騨地方では「へんべのだいはち」と呼び、その毒性を利用して便所の除虫などに使われた。
また、球茎を漢方の生薬、「天南星」としても利用する。
目立つ花色を持つムサシアブミやユキモチソウは山野草として栽培されることもある。

## 代表的な種

### 日本に分布する種
- ツルギテンナンショウ Arisaema abei - 四国に分布する。仏炎苞は緑色で細い。絶滅危惧IB類(EN)。国内希少野生動植物種に指定。
- ヒガンマムシグサ Arisaema aequinoctiale - 関東以西の本州と四国に分布。花序は葉よりも高く直立。仏炎苞の開口部がやや広い。
- ホソバテンナンショウ Arisaema angustatum - 関東地方、中部地方、近畿地方、岡山県に分布。
- オドリコテンナンショウ Arisaema aprile - 伊豆半島から神奈川県に分布。仏炎苞は緑色。5枚の小葉をもつ。絶滅危惧IA類(CR)。国内希少野生動植物種・特定第一種国内希少野生動植物種に指定。
- ホロテンナンショウ Arisaema cucullatum - 奈良県、三重県、和歌山県に分布。絶滅危惧IA類(CR)。国内希少野生動植物種・特定第一種国内希少野生動植物種に指定。
- エヒメテンナンショウ Arisaema ehimense - 愛媛県に分布。
- ヤマザトマムシグサ Arisaema galeiforme - 関東地方北部から中部地方に分布。
- ハチジョウテンナンショウ Arisaema hatizyoense - 八丈島に分布。
- アマミテンナンショウ Arisaema heterocephalum - 奄美大島、徳之島に分布。絶滅危惧IB類(EN)。
  - オオアマミテンナンショウ Arisaema heterocephalum subsp. majus - 徳之島に分布。絶滅危惧IA類(CR)。
  - オキナワテンナンショウ Arisaema heterocephalum subsp. okinawense - 沖縄島に分布。絶滅危惧IA類(CR)。国内希少野生動植物種・特定第一種国内希少野生動植物種に指定。
- マイヅルテンナンショウ Arisaema heterophyllum - 本州、四国、九州、朝鮮半島、台湾、中国大陸に広く分布。緑色の仏炎苞と長く直立する付属体をもつ。左右に広がる複葉と合わせ、鶴が舞っている様に例えて舞鶴と呼ばれる。絶滅危惧II類(VU)。
- イナヒロハテンナンショウ Arisaema inaense - 長野県、岐阜県のブナ帯に分布。絶滅危惧IA類(CR)。国内希少野生動植物種・特定第一種国内希少野生動植物種に指定。
- イシヅチテンナンショウ  Arisaema ishizuchiense - 四国のブナ帯上部に分布。絶滅危惧IA類(CR)。国内希少野生動植物種・特定第一種国内希少野生動植物種に指定。
- オモゴウテンナンショウ Arisaema iyoanum -「面河天南星」、緑色の仏炎苞をもつ。四国の高知県、愛媛県と広島県西部、山口県に分布。絶滅危惧IB類(EN)。
  - シコクテンナンショウ Arisaema iyoanum subsp. nakaianum - 四国に分布。絶滅危惧IB類(EN)。
- マムシグサ Arisaema japonicum - 偽茎の紫の斑模様がマムシの胴体の模様に似るのでこうよばれる。仏炎苞は緑のものや紫のものがあり、葉よりも上に出る。棒状の付属体を持つ。
- トクノシマテンナンショウ Arisaema kawashimae - 徳之島に分布。絶滅危惧IA類(CR)、国内希少野生動植物種・特定第一種国内希少野生動植物種に指定。
- キシダマムシグサ Arisaema kishidae - 岐阜県、愛知県、紀伊半島、兵庫県に分布。
- ヒメウラシマソウ Arisaema kiushianum - 山口県、九州に分布。ウラシマソウに比べ草丈、仏炎苞が小さく、花序付属体の伸びもウラシマソウほど伸びない。
- アマギテンナンショウ Arisaema kuratae - 伊豆半島に分布。絶滅危惧IA類(CR)。国内希少野生動植物種・特定第一種国内希少野生動植物種に指定。
- ミミガタテンナンショウ Arisaema limbatum - 東北地方、関東地方、中部地方東部、淡路島、高知県、大分県に分布。仏炎苞の口辺部が広く張り出して耳たぶのように見えることからこう呼ぶ。
- ヤマトテンナンショウ Arisaema longilaminum - 中部地方、三重県、奈良県に分布。
- シコクヒロハテンナンショウ Arisaema longipedunculatum - 静岡県、山梨県、四国、九州に点々と分布。絶滅危惧IB類(EN)。
  - ヤクシマヒロハテンナンショウ Arisaema longipedunculatum var. yakumontanum -  屋久島に分布。絶滅危惧IA類(CR)。
- ウメガシマテンナンショウ Arisaema maekawae - 静岡県、山梨県、長野県、岐阜県、兵庫県、中国地方に分布。
- ツクシマムシグサ Arisaema maximowiczii - 九州に分布。
- ヒトヨシテンナンショウ Arisaema mayebarae - 九州に分布。
- ヒュウガヒロハテンナンショウ Arisaema minamitanii - 宮崎県、鹿児島県に分布。絶滅危惧IA類(CR)。国内希少野生動植物種・特定第一種国内希少野生動植物種に指定。
- ハリママムシグサ Arisaema minus - 兵庫県に分布。絶滅危惧II類(VU)。
- ヒトツバテンナンショウ Arisaema monophyllum - 中部地方、関東地方、東北地方に分布。
- ナギヒロハテンナンショウ Arisaema nagiense - 兵庫県、鳥取県、岡山県に分布。絶滅危惧IA類(CR)。国内希少野生動植物種・特定第一種国内希少野生動植物種に指定。
- タカハシテンナンショウ Arisaema nambae – 広島県、岡山県に分布。絶滅危惧IB類(EN)。
- シマテンナンショウ Arisaema negishii -「島天南星」、伊豆諸島に分布。
- ユモトマムシグサ Arisaema nikoense - 中部地方以北のブナ帯に分布。
  - ハリノキテンナンショウ Arisaema nikoense subsp. alpicola - 中部地方日本海側の多雪地帯に分布。
  - オオミネテンナンショウ Arisaema nikoense subsp. australe - 静岡県、紀伊半島のブナ帯に分布。絶滅危惧IB類(EN)。
  - カミコウチテンナンショウ Arisaema nikoense subsp. brevicollum - 飛騨山脈、白山の亜高山帯に分布。絶滅危惧II類(VU)。
- オガタテンナンショウ（ツクシテンナンショウ） Arisaema ogatae - 宮崎県、熊本県、大分県に分布。絶滅危惧IA類(CR)。国内希少野生動植物種・特定第一種国内希少野生動植物種に指定。
- ヒロハテンナンショウ Arisaema ovale - 北海道西南部、本州の日本海側、九州北部に分布。
- コウライテンナンショウ Arisaema peninsulae - 北海道、本州、九州、朝鮮半島、中国大陸、ロシアに分布。
- ミクニテンナンショウ Arisaema planilaminum - 関東山地、茨城県、愛知県に分布。
- ミヤママムシグサ Arisaema pseudoangustatum - 中部地方、中国地方東部に分布。
  - アマギミヤママムシグサ Arisaema pseudoangustatum var. amagiense - 伊豆半島に分布。
  - スズカマムシグサ Arisaema pseudoangustatum var. suzukaense - 岐阜県西部とその周辺に分布。
- ムサシアブミ Arisaema ringens - 西日本、東アジアの暖帯から亜熱帯の沿岸地域に分布。武蔵鐙の名は仏炎苞の形状から。2枚の3出複葉をもつ。
- カラフトヒロハテンナンショウ Arisaema sachalinense - 利尻島、礼文島、樺太に分布。絶滅危惧IB類(EN)。
- キリシマテンナンショウ Arisaema sazensoo - 九州に分布。
- セッピコテンナンショウ Arisaema seppikoense - 兵庫県に分布。絶滅危惧IA類(CR)。国内希少野生動植物種・特定第一種国内希少野生動植物種に指定。
- カントウマムシグサ Arisaema serratum - 本州、四国、九州、韓国済州島に分布。きわめて変異に富む。
- ユキモチソウ Arisaema sikokianum - 紀伊半島、兵庫県、四国に分布。絶滅危惧II類(VU)。英名:Gaudy jack、仏炎苞は筒部の外側が紫、内側は白。舷部は紫地に白いすじが入る。付属体は柔らかい球形で白いため、餅に例えて名づけられた。
- ヤマジノテンナンショウ Arisaema solenochlamys - 栃木県、群馬県、長野県に点々と分布。
- スルガテンナンショウ Arisaema sugimotoi - 中部地方に分布。花序付属体の先端が大豆状の丸いふくらみになる。
- ヤマグチテンナンショウ Arisaema suwoense - 伊豆半島、山口県に分布する。
- オオマムシグサ Arisaema takedae - 北海道南部から本州にかけて点々と分布。
- タシロテンナンショウ Arisaema tashiroi - 大分県、宮崎県、鹿児島県に分布。
- ミツバテンナンショウ Arisaema ternatipartitum - 静岡県、四国、九州に分布。葉は3小葉に分裂する。
- ウラシマソウ Arisaema thunbergii subsp. urashima - 北海道南部、本州、四国、九州北部に分布。仏炎苞は褐色の舌状の舷部を持ち、葉の下につく。付属体の先が長く糸状に伸びて垂れ下がるため、浦島太郎の釣り竿の連想からこの名を持つ。
  - ナンゴクウラシマソウ Arisaema thunbergii - 近畿地方、中国地方、四国、九州、朝鮮半島南部島嶼部に分布。ウラシマソウの分類上の基本種。
- アオテンナンショウ Arisaema tosaense - 淡路島、岡山県、広島県、四国、瀬戸内海の島嶼、大分県に分布。
- ナガバマムシグサ Arisaema undulatifolium - 伊豆半島に分布。
  - ウワジマテンナンショウ Arisaema undulatifolium subsp. uwajimense - 愛媛県、高知県に分布。ナガバマムシグサを分類上の基本種とする亜種。
- ウンゼンマムシグサ Arisaema unzenense - 長崎県雲仙岳特産の種。
- ムロウテンナンショウ Arisaema yamatense - 近畿地方、福井県、岐阜県、愛知県、岡山県、鳥取県に分布。花序付属体の先端がやや前方に曲がり、光沢のある濃緑色になる。

### 国外の種
- Arisaema agasthyanum Savid. & C. S. Kumar - ケーララ州(南インド)に自生。仏炎苞は茶褐色。鳥足状の小葉をもつ。
- Arisaema album N. E. Br. - 北東インドに自生。仏炎苞は薄い緑色で細い。小葉は三枚。別名「White Indian Cobra Lily」。
- Arisaema amurense Maxim. - アムールテンナンショウ、中国東北部、朝鮮半島、ロシアの極東地方に自生。日本のヒロハテンナンショウの近縁種。小葉は鳥足状、仏炎苞は緑色で斑点がある。中国名は「東北南星」。
- Arisaema anomalum Hemsl. - マレイ半島に自生。仏炎苞は茶褐色で細い。小葉は三枚。
- Arisaema aridum H. Li - 中国の雲南省、四川省に自生。仏炎苞は緑色、小葉は五枚以上。中国名は「旱生南星」。
- Arisaema asperatum N. E. Br. - 中国南部、ミャンマー、東ヒマラヤに自生。仏炎苞の上部はやや開いている。小葉は三枚。中国名は「刺柄南星」。
- Arisaema balansae - ラオス、タイ、ヴェトナム、南中国に自生。先端が房状になった肉穂花序をもつ。
- Arisaema barnesii - 南インド、スリランカに自生。
- Arisaema bottae - イエメンの山岳地帯に自生。
- Arisaema candidissimum W. W. Smith - 英名：White jack　桃花テンナンショウ、雲南、チベットに自生。
- Arisaema consanguineum (L.) Schott - ヒマラヤ地方に自生。
- Arisaema drancontium (L.) Schott - 英名：Green dragon - 北米に自生。
- Arisaema filiforme - ボルネオ、ジャワ、マレイシア、スマトラに自生。仏炎苞は褐色。
- Arisaema flavum - ネパール、パキスタン、アフガニスタンに自生。仏炎苞は黄色。
- Arisaema griffithii Schott - シッキムに自生。横に張り出した仏炎苞をもつ。
- Arisaema jacquemontii - アフガニスタン、チベット、ヒマラヤ地方に自生。学名はフランスの植物学者ヴィクトル・ジャックモンにちなむ。
- Arisaema mildbraedii - ザイール、ケニア、ウガンダに自生。
- Arisaema nepenthoides - ヒマラヤ地方に自生。仏炎苞に独特の斑紋がある。
- Arisaema speciosum (Wall) Martius in Schott - 英名：Jack in the pulpit、ヒマラヤ地方に自生。
- Arisaema taiwanense - 台湾に自生。仏炎苞は茶褐色。
- Arisaema tortuosum - 中国、インド、ミャンマー、ヒマラヤ地方に自生。
- Arisaema triphyllum (L.) Schott - 英名：Jack in the pulpit, Indian turnip - 北米に自生。

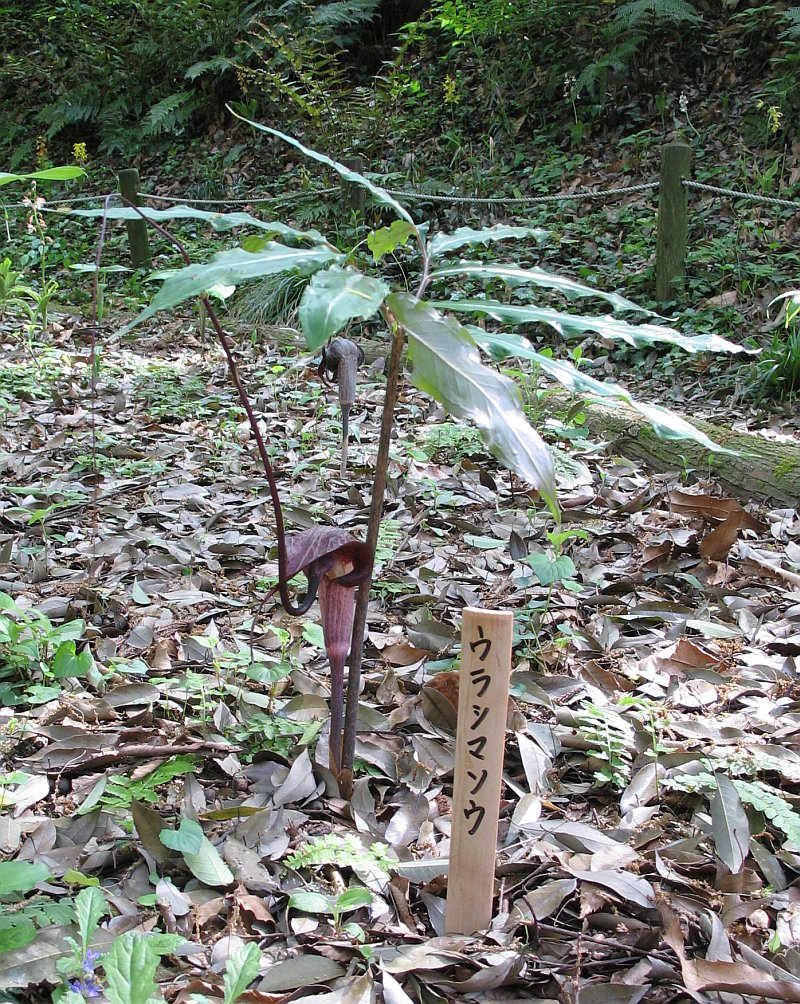
ウラシマソウ
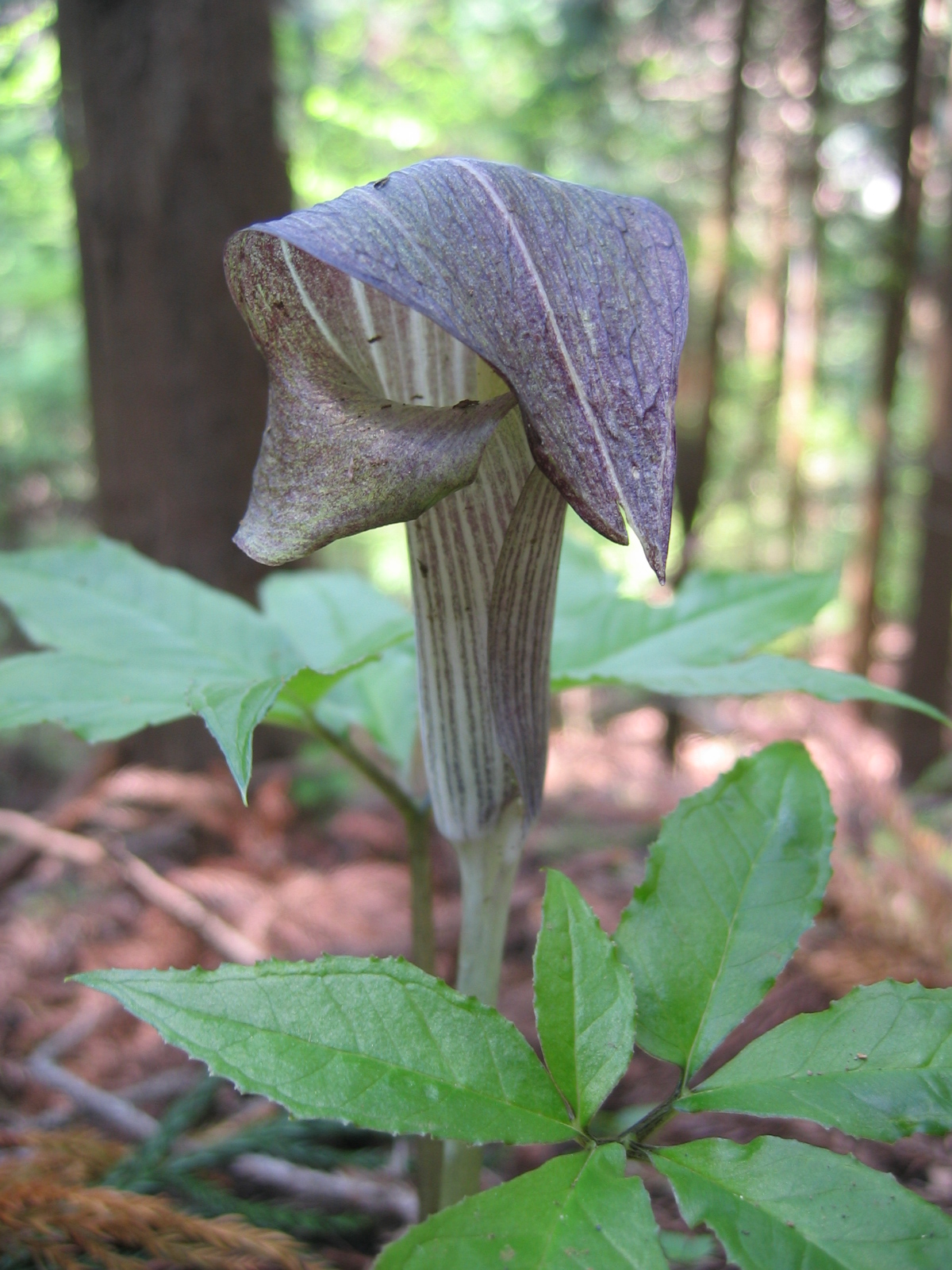
ミミガタテンナンショウ(仏炎苞)
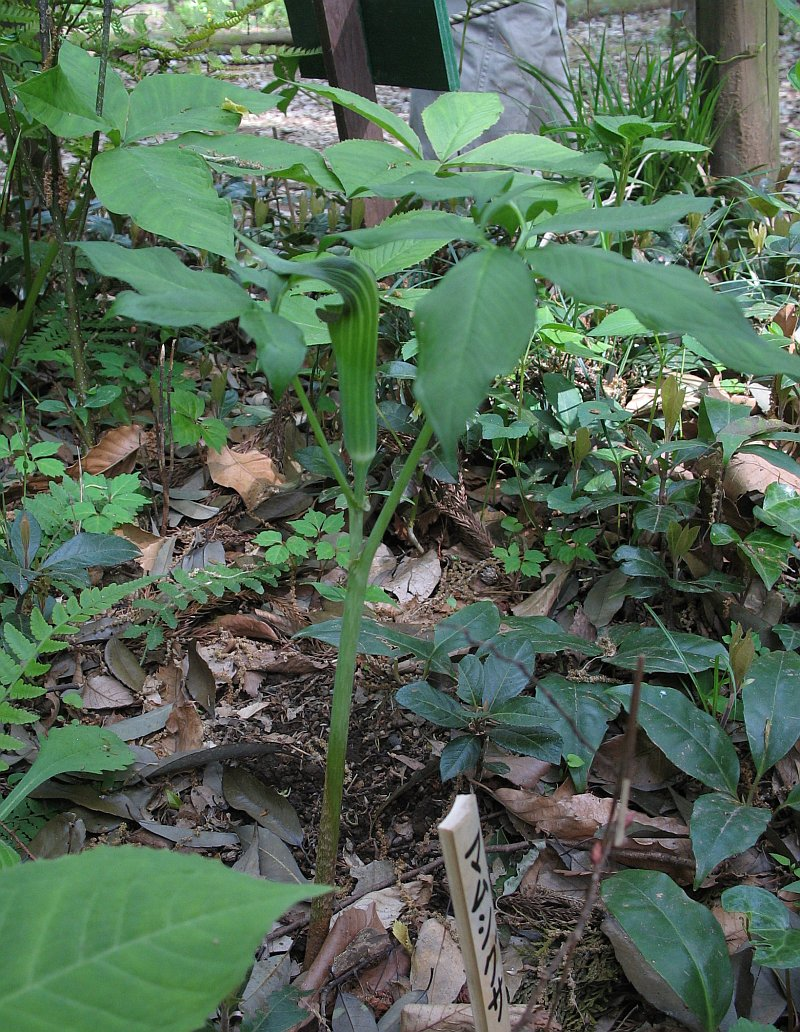
マムシグサ(全景)
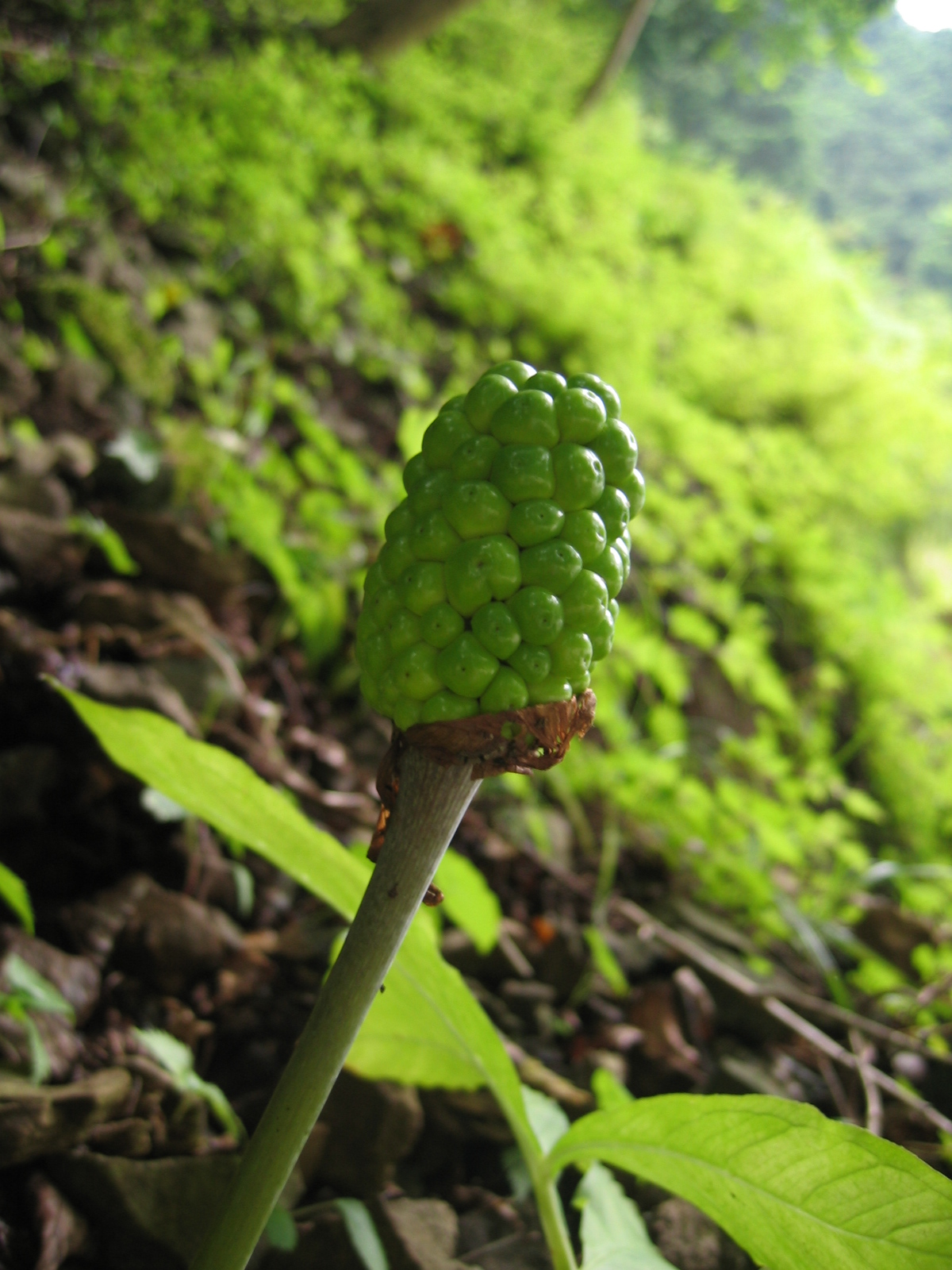
マムシグサの若い果実
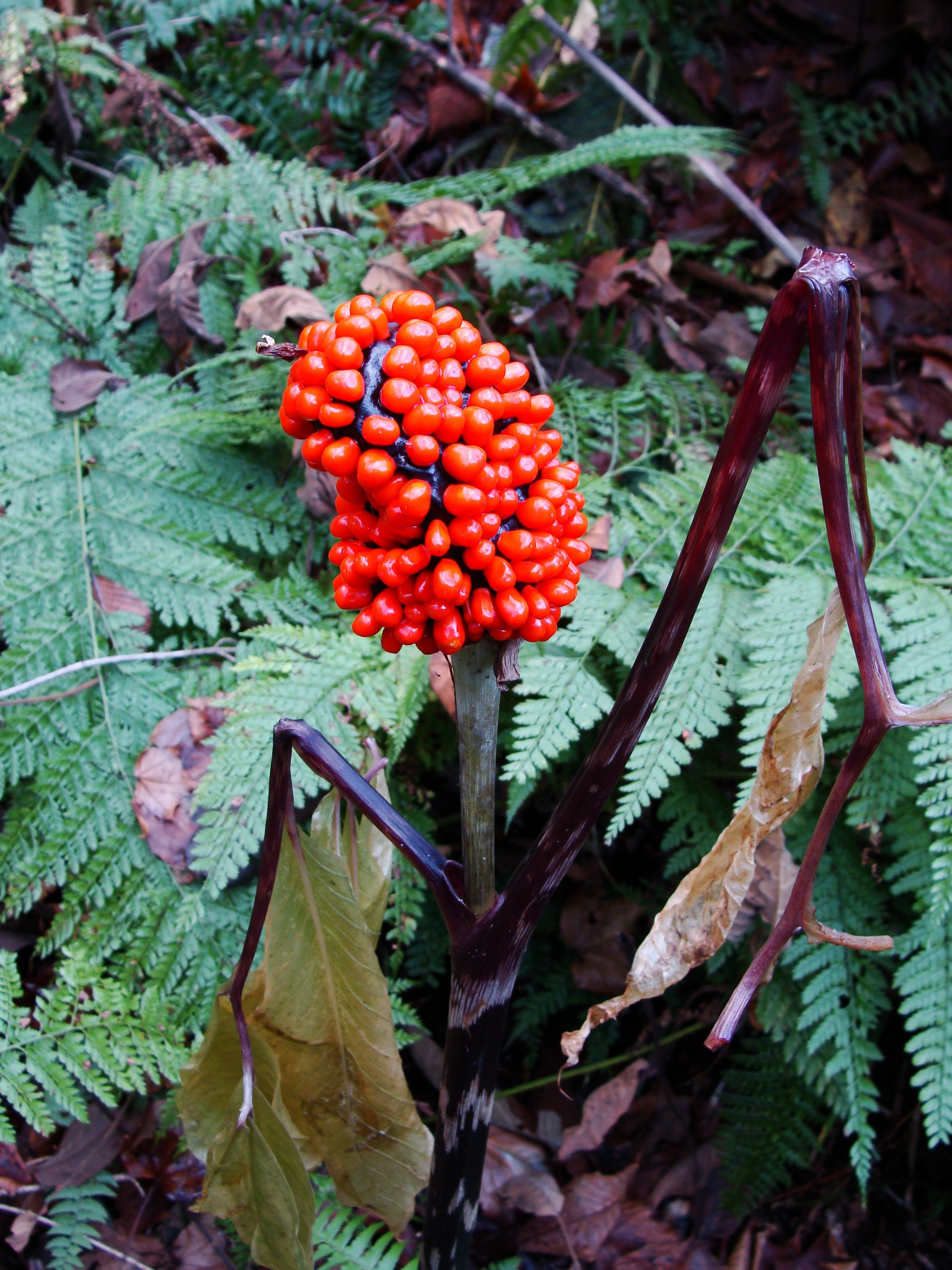
マムシグサの一種（成熟した花穂）。
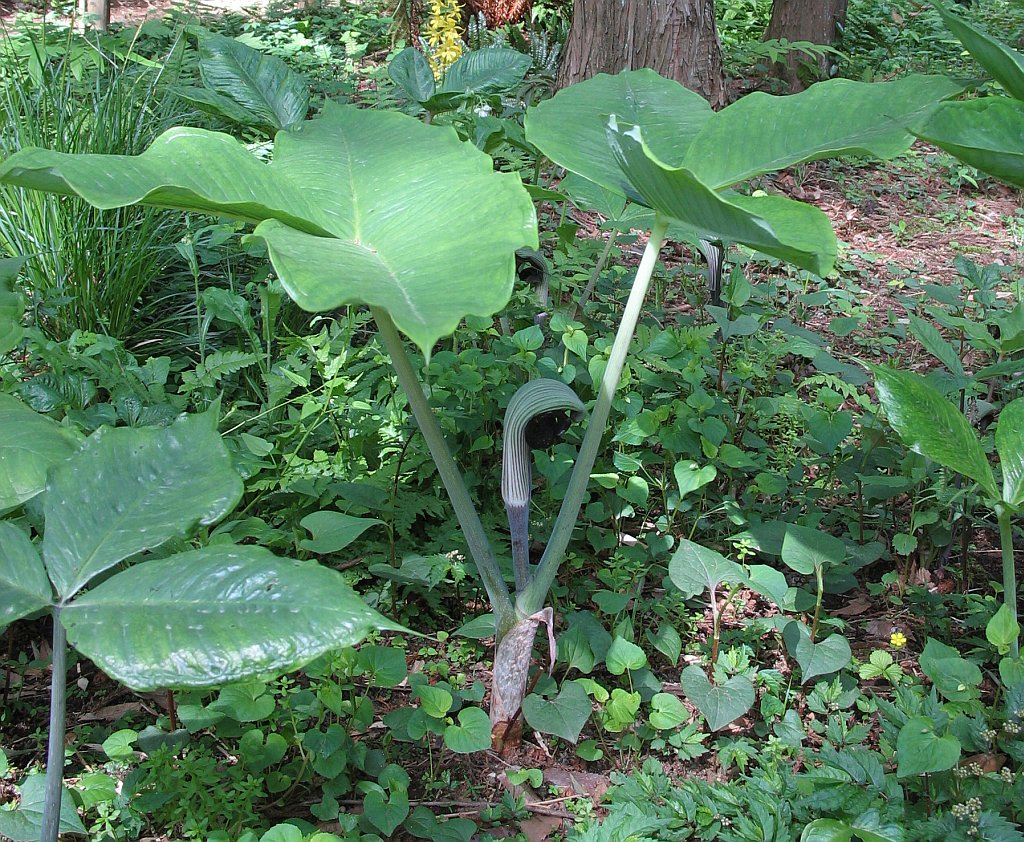
ムサシアブミ
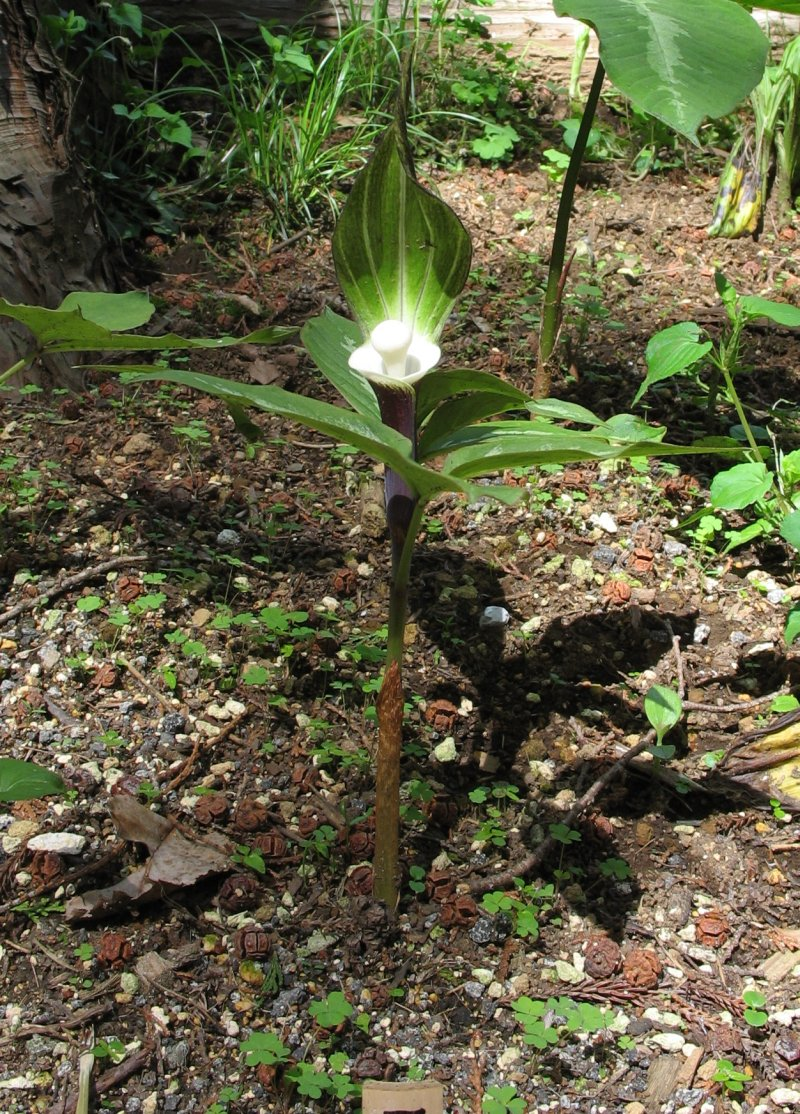
ユキモチソウ
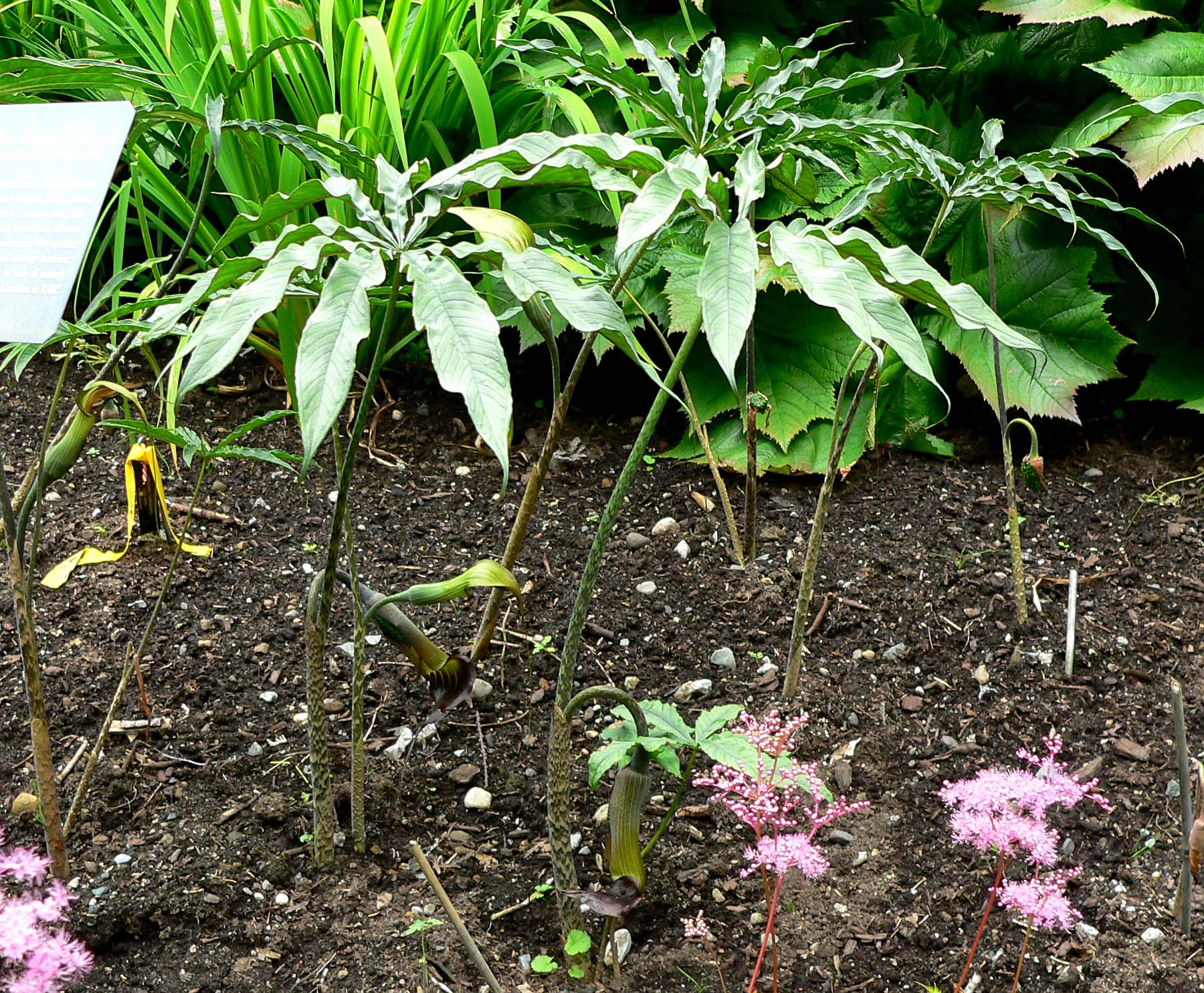
Arisaema consanguineum Schott.

### 日本語
- 簡単な説明（山梨日日新聞）
- マムシグサ（福岡教育大）
- 天南星の部屋（Flavon）

### 英語
- Arisaema information and links
- Arisaema links and information
- Arisaema pictures
- Jack in the Pulpit information